# 1991 ve sportu
Toto je přehled sportovních událostí z roku 1991.

## Automobilový sport
Formulové závody:
- CART  Michael Andretti
- Formule 1  Ayrton Senna
- Formule 3000  Christian Fittipaldi

## Cyklistika
- Giro d'Italia – Franco Chioccioli
- Tour de France – Miguel Indurain
- Mistrovství světa – Gianni Bugno

## Florbal
- Byly založeny týmy TJ JM Chodov a Tatran Střešovice

## Lední hokej
- Vítězem Stanley Cupu za sezónu 1990/91 se stal tým Pittsburgh Penguins. Ve finále zvítězil nad Minnesotou North Stars 4:2
- Vítězi MS v hokeji se stali hokejisté Švédska
- Mistrem Československa se stali hokejisté Dukly Jihlava. Ve finále porazili HC CHZ Litvínov 3:1

## Rugby
MS 1991 finále Austrálie - Anglie 12:6  3.místo Nový Zéland - Skotsko 13:6

## Sportovní lezení

### Svět
- 1. Mistrovství světa ve sportovním lezení 1991
- 3. Světový pohár ve sportovním lezení 1991

## Tenis
- Grand Slam výsledky mužů:
  1. Australian Open – Boris Becker
  2. French Open – Jim Courier
  3. Wimbledon – Michael Stich
  4. US Open – Stefan Edberg

- Grand Slam výsledky žen:
  1. Australian Open – Monica Seles
  2. French Open – Monica Seles
  3. Wimbledon – Steffi Graf
  4. US Open – Monica Seles

- Davis Cup: Francie–USA 3:1